# Round Lake (Illinois)
Round Lake es una villa ubicada en el condado de Lake en el estado estadounidense de Illinois. En el Censo de 2010 tenía una población de 18289 habitantes y una densidad poblacional de 1.254,03 personas por km².

## Geografía
Round Lake se encuentra ubicada en las coordenadas 42°20′37″N 88°6′8″O / 42.34361, -88.10222. Según la Oficina del Censo de los Estados Unidos, Round Lake tiene una superficie total de 14.58 km², de la cual 14.16 km² corresponden a tierra firme y (2.93%) 0.43 km² es agua.

## Demografía
Según el censo de 2010, había 18289 personas residiendo en Round Lake. La densidad de población era de 1.254,03 hab./km². De los 18289 habitantes, Round Lake estaba compuesto por el 68.91% blancos, el 4.77% eran afroamericanos, el 0.5% eran amerindios, el 12.79% eran asiáticos, el 0.08% eran isleños del Pacífico, el 9.7% eran de otras razas y el 3.24% pertenecían a dos o más razas. Del total de la población el 25.32% eran hispanos o latinos de cualquier raza.